# 歐定興
歐 定興（オウ・ディンシン、エドワード・オウ、Edward Ou、1980年10月16日 - ）は、台湾の俳優である。
2001年、『流星花園』でデビューし売れっ子になる。売れているときには、1ヶ月あたり100万元（約300万円）以上稼いでいたが、2010年3月の時点ではここ2,3年仕事がなく口座にも100元(約300円)しか残っていないことが報道された。

## プロフィール
- 血液型：A型
- 出　身：台湾
- 身　長：176cm
- 体　重：64kg
- あだ名：歐弟/オーディ、歐總/オーゾン

## 出演作品

### ドラマ
- 流星花園～花より男子～（原作 : 神尾葉子『花より男子』）（2001年）- 青池和也（陳青和） 役
- 山田太郎ものがたり～貧窮貴公子～（原作 : 森永あい「山田太郎ものがたり」）（2001年）- 山田次郎（次郎） 役
- ピーチガール～蜜桃女孩～（原作 : 上田美和『ピーチガール』）（2001年）- OD（OD） 役
- 流星花園II～花より男子～（2002年）- 青池和也（陳青和） 役
- 部屋においでよ（來我家吧～Come to My place～）（原作：原秀則『部屋においでよ』）（2002年）- 荒木 役
- 原味の夏天～僕たちの終らない夏～（2003年）- ティエ 役
- 求婚事務所（求婚事務所～Say Yes Enterprise～） 第4章（2004年）- 地獄拉麵 役